# Mirandia australis
Mirandia australis là một loài nhện trong họ Salticidae.
Loài này thuộc chi Mirandia. Mirandia australis được Badcock miêu tả năm 1932.